# Pauillac

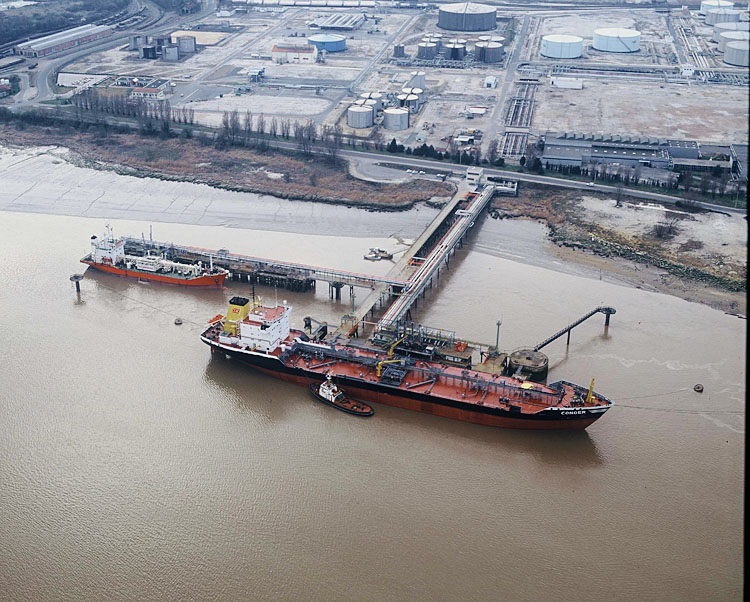
Hamnen i Pauillac

Pauillac är en kommun i departementet Gironde i regionen Nouvelle-Aquitaine i sydvästra Frankrike. Kommunen ligger i kantonen Pauillac som tillhör arrondissementet Lesparre-Médoc. År 2022 hade Pauillac 5 165 invånare.
Pauillac är inte bara en kommun, utan även en ort och appellation i området Médoc, känt för de kraftigare bordeauxvinerna.

## Befolkningsutveckling
Antalet invånare i kommunen Pauillac
Referens:INSEE